# 瓦茨拉夫·皮拉爾
瓦茨拉夫·皮拉爾（1988年10月13日—）是一位捷克足球運動員。在場上的位置是邊鋒。他現在效力於捷克足球甲級聯賽球隊亚布洛内茨足球俱乐部。他也代表捷克國家足球隊參賽。

## 外部連結
- Václav Pilař at Guardian Football，存档于（存檔日期 10 October 2012）